# غو تشوك تونغ

غو تشوك تونغ (بالإنجليزية: Goh Chok Tong، بالصينية: 吴作栋، ولد في 20 مايو 1941) هو سياسي سنغافوري، وأحد أعضاء حزب العمل الشعبي (PAP). أصبح ثاني رئيس وزراء لسنغافورة في 28 نوفمبر
1990، خلفا للي كوان يو، واستمر إلى الثاني عشر من أغسطس / أيلول 2004 حيث خلفه لي هسين لونغ.
عمل غو كنائب لرئيس الوزراء حتى مايو 2011 ورئيس وزراء السلطة النقدية في سنغافورة، خدم قبل ذلك كعضو في البرلمان ممثلا لمجموعة برادا، كما نال اللقب الشرفي "وزير فخري".

## السيرة الذاتية

### النشأة
ولد والد غوه في قرية بونغ تشان، مقاطعة فوجيان، الصين. بينما ولد غوه تشوك تونغ في سنغافورة، عائلة هوكين. درس غوه في معهد رافلز في الفترة ما بين عام 1955 إلى عام 1960. عرف عن غوه في طفولته بأنه سباح ماهر ومنافس. حصل غوه على لقب "بولد" كإسم شهره له.
تخرج غوه من الجامعة حاصلا على درجة البكالوريوس في الفنون مع درجة امتياز في الإقتصاد من جامعة سنغافورة (تسمى الآن بجامعة سنغافورة الدولية)، دبلومة في الفنون، تطوير الاقتصاد من كلية ويليامز في عام 1967. بعد دراساته، عاد غوه إلى سنغافورة ليعمل في قطاع الإدارة. لم يتحقق حلم غوه في الحصول على درجة الدكتوراة بسبب رفض الحكومة نقل سندة المالي للجامعة. حيث كان قد قدم لها كباحث بعد التخرج.
في عام 2015، نال غوه أعلى وسام وتوصيه وشهاده اعتراف من مدرسته الأم NUS، شهاده الدكتوراه الفخرية للقانون، تكريما له على مجمل أعماله ومساهماته في مجال الخدمة العامة.

### الحياة العملية في خط نيبتون، من عام 1969 إلى عام 1977
في عام 1969، بدأ غوه العمل في شركة الشحن نيبتون للخطوط السريعه (NOL) في منصب مدير التخطيط والمشاريع. تقدم في وظيفته سريعا وبحلول عام 1973، أصبح غوه مدير إدارة الشركة وأوصل NOL لتحقيق أرباح مالية ضخمه. كانت تلك الفترة هي التي عمل بها تحت قياده محمد جلال الدين سعيد والتي ربطته به علاقه وثيقه فيما بعد.

### بداية العمل السياسي
في انتخابات عام 1976 العامه، عندما كان يبلغ 35 عام، تم انتخاب غوه ليكون عضوا في البرلمان السنغافوري ممثلا منظمة ومؤسسة برادي الساحلية وكمرشح لحزب العمل الشعبي. تم اختيار غوه فيما بعد ليكون نائب وزير المالية. في عام 1961، تمت ترقيته ليشغل منصب وزير التجارة والصناعة ثم منصب وزير الصحة ووزير الدفاع فيما بعد.
في عام 1985، أصبح غوه هو أول نائب رئيس الوزراء ليبدء في تحمل مسئولية اختيار أعضاء الحكومة بعناية. وفقا للي كوان يو، كان خلفه المفضل هو توني تان، لكن وقع الاختيار على غوه من قبل الجيل الثاني لقاده حزب العمل الشعبي، والتي كان من ضمنها توني تان نفسه، سوبايه دانيلان، أونج تنغ تشيونغ لذلك فإن لي قد قبل اختيارهم.

### رئيس الوزراء من عام 1990 إلى عام 2004
في 28 نوفمبر 1990، أصبح جوه ثاني رئيس وزراء لدوله سنغافورة خلفا للزعيم والمؤثر الأعظم في تاريخ البلاد لي كوان يو. أبقى لي على أصحاب المناصب المؤثرة من عصر سابقه فتمسك بنائب رئيس الوزراء. كانت الانتخابات العامة لعام 1991، هي أول اختيار انتخابي لغوه. فاز فيها حزبه بنسبه 61% من أصوات الشعب. في عام 1992، سلم لي كوان يو رئاسة الحزب إلى غوه. الأمر الذي إستغله غوه جيدا وأصبحت له شعبية ضخمة.
كرئيس وزراء، وعد غوه بنمط قيادة أكثر انفتاحا وتقدما عن سابقة. شمل هذا النمط أساليب وطرق اقتصاديه جديده. فعلى سبيل المثال، دعم غوه البوهيمين في سنغافورة. متيحا بذلك خلق فرصا جديدة.
استحدثت إدارته العديد من السياسات الرئيسية والمؤسسات السياسية، بما في ذلك:
- صندوق الادخار المركزي
- أعضاء غير منتخبين في البرلمان (NCMP)
- مجموعات التمثيل
- اللجان البرلمانية الحكومية
- أعضاء معينين في البرلمان (NMP)
- شهادة الإستحقاق
- الانتخابات الرئاسية في سنغافورة
- سنغافورة 21

في فتره حكم غوه، تعرضت سنغافورة للعديد من الأزمات الخطيرة مثل الأزمة المالية الآسيوية لعام 1997، الهجمات الإرهابية عام 2001 كالهجوم على السفارة من قبل الجماعة الإسلامية في جنوب شرق آسيا، الكساد الاقتصادي (2001-2003) وظهور فيروس السارس عام 2003.
في فترة ولايته كرئيس وزراء قاد غوه حزب العمل الشعبي إلى الفوز في ثلاث انتخابات في كل من عام 1991، 1997 وعام 2001 والتي فاز فيها الحزب بالنسب التاليه 61%، 65% و75% على التوالي من أصوات الناخبين. بعد الانتخابات العامة في عام 2001، صرح غوه بأنه سيتنازل عن منصب رئيس وزراء بعد أن يقوم بإخراج البلد من مشكلة الكساد.
خلال حواره مع مجلة التايمز في يوليو 2003، فاجأ غوه المواطنين بعد تصريحه قائلا بأن الحكومة ستوفر الآن وظائف للشواذ جنسيا، حتى في الوظائف والمناصب العامة. ومع ذلك ظل أحادي الجنس عمل غير قانوني تحت بند 377A من الدستور السنغافوري. سبب تصريحه فوضى عارمة ولكن لم يؤدي ذلك إلى تغيير صورة غوه كقيادي تطوري منفتح.

### نائب رئيس الوزراء من عام 2004 إلى عام 2011

شعار السلطة النقدية في سنغافورة

في 12 أغسطس 2004، تنازل غوه عن منصبه كرئيس الوزراء ليبدأ في خدمة البلاد في منصب جديد هو نائب رئيس الوزراء ضمن فريق عمل تحت قياده لي هسين لونغ. في 20 أغسطس 2004، شغل غوه منصب رئيس سلطة النقد. بعد تلقي البلاد العديد من التهديدات الإرهابية قابل غوه قاده الطوائف الإسلامية في سنغافورة في عام 2004، كما قام بزياره إيران، حيث تقابل مع الرئيس الإيراني محمد خاتمي، زار غوه العديد من المساجد المحلية في إيران.

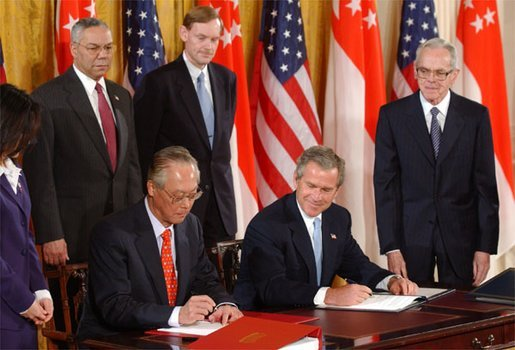
غوه ورئيس الولايات المتحدة السابق جورج دبليو بوش يوقعون إتفاقية التجارة الحرة في البيت الأبيض، 6 مايو 2003.

لم تكن زيارة غوه إلى إيران هي الزيارة الخارجية الوحيدة التي قام بها وهو في منصب نائب رئيس الوزراء حيث قام بزيارة العديد من دول الشرق الأوسط لتوثيق العلاقات بين بلاده والدول الأخرى كالإمارات العربية المتحدة، قطر والكويت. في 1 فبراير 2005، تم تكريم غوه من قبل الأكاديمية الأسترالية حيث حصل على وسام إستراليا، التكريم الأعلى منزله للمدنين تكريما له على دوره في توثيق العلاقة بين أستراليا وسنغافورة.
في 19 مايو 2005، أثناء زيارة غوه للكيان الصهيوني المحتل، وقع إتفاقية تجنب الضرائي بين دولته والكيانالذي قام بتمثيلة بنيامين نتانياهو وزير المالية آنذاك. أدت الإتفاقية إلى خفض نسبة الضرائب من 15% إلى 7% والتي شجعت رجال الأعمال السنغافوريين على الإستثمار وضخ المزيد من الأموال والعكس صحيح.
يعمل غوه حاليا كمستشار في معهد الدراسات السياسية ومؤسسة بيت الخبرة.
في الانتخابات العامة لعام 2006، تم توكيل غوه من قبل حزب العمل الشعبي "PAP" لمساعدتهم في فوز مرشحهم هو غانغ ويوتونج بازير بالمنصب. فشل غوه في تلك المهمة حيث حافظ كلا من لوثيا نانينغ وشيام سي تونغ بالمنصب. تم ترشيح غوه في عام 2006 ليصبح الأمين العام للأمم المتحدة ولكن ذهب هذا المنصب في النهاية إلى بان كي مون.
في عام 2008، تلقى غوه دعوة انضمام ليدخل مجلس القادة السابقين للأمم، منظمة عالمية مستقلة.

### الاستقالة من منصب نائب رئيس الوزراء عام 2011
بعد انتخابات عام 2011، التي جاء فيها الفوز مفاجئا، حيث فازت مجموعة الجنيد، أعلن كلا من غوه ولي كوان يو الاستقالة من مناصبهم، ليوفروا ساحه عمل خصبة لرئيس الوزراء الجديد لي هسين لونغ وباقي مجموعته.
في 18 مايو 2011، أعلن رئيس الوزراء الجديد لي هسين لونغ تعيين غوه مستشارا للسلطة النقدية في سنغافورة وتكريمه بلقب وزير فخري.
في 24 يوليو 2011، تم تكريم غوه من قبل الحكومة اليابانية وحصل على لقب وسام الشمس المشرقة.
في 4 مايو 2012، تم تعيين غوه مستشارا في جامعة سنغافورة للتصميم والتكنولوجيا.
في أكتوبر 2014، كشف متحف مدام توسو النقاب عن أخر التماثيل التي ستعرض داخله وكان تمثال شمعي لغوه في افتتاحية كبيرة، إلتقط فيها غوه صورة فوتوغرافية بجانب تمثاله.

## الأسرة
تزوج غوه من تان تشو لينغ. رزق الثنائي بتؤامين ولد وبنت غوه جين هيان وغوه جين ثينج. يعل إبنهم غوه جين هيان طبيباَ. تعيش إبنتهم غوه جين ثينج في لندن مع زوجها لي كرافين.

## المنشورات
- Impressions of the Goh Chok Tong Years in Singapore by Bridget Welsh, James Chin, Arun Mahizhnan and Tan Tarn How (Editors), Singapore: NUS Press, 2009.
- Brand Singapore: How Nation Branding Built Asia's Leading Global City by Koh, Buck Song. Marshall Cavendish, Singapore, 2011. (ردمك 978-981-4328-15-9).
- Article on civil society in the Goh Chok Tong era - "What plants will grow under the tembusu tree?" by Koh Buck Song, The Straits Times 9 May 1998.

## وصلات خارجية
- غو تشوك تونغ على موقع الموسوعة البريطانية (الإنجليزية)
- غو تشوك تونغ على موقع مونزينجر (الألمانية)
- غو تشوك تونغ على موقع إن إن دي بي (الإنجليزية)
- غو تشوك تونغ على موقع أوليمبيديا (الإنجليزية)
- موقع مكتب رئيس الوزراء (بالإنجليزية)